# 历阳镇
历阳镇是中国安徽省马鞍山市和县下属的一个镇，为和县政府所在地，全镇总面积164平方公里，辖17个行政村和8个社区居委会，人口13.3万人。

## 行政區劃
歷陽鎮下轄以下地區：
龙潭社区、华阳社区、朝阳社区、镇淮社区、大桥社区、横江社区、共义社区、金河社区、白果社区、城北社区、双严社区、城西社区、大荣村、五星村、胜利村、东河村、沈家山村、万寿村、太平村、黄墩村、兴圩村、清佛村、戚镇村、望江村和龙华村。